# Kota (peuple)
Pour les articles homonymes, voir Kota (homonymie).
Les Kota, ou Bakota, forment une population de langue bantoue d'Afrique centrale, vivant pour moitié à l'est du Gabon (province de l'Ogooué-Ivindo), et pour l'autre moitié de l'autre côte de la frontière, en République du Congo. Leurs figures de reliquaires en bois recouvert de plaques de cuivre sont réputées. Le terme « Kota » peut désigner un sous-groupe, que l'on désigne aussi « Kota-Kota » afin de les distinguer du groupe plus large auquel il appartient. Ce dernier groupe, qui est souvent nommé « Bakota », compte, avec les Kota-Kota ou Kota, les Kwele, Mahongwe, Shamaye, Shake, Ndambomo, Wumbu et Ndasa.

## Ethnonymie
Selon les sources et le contexte, on observe plusieurs formes : Akota, Bakota, Bakotas, Bakuta, Bisi Kota, Ikota, Ikuta, Kora, Kotas, Koto, 
Kotu, Kuta, Okota.
Sur le terme lui-même « Kota » : Kota ne veut rien dire dans la langue kota (ou ikota). C'est un nom qui a été attribué aux Bakota par leurs voisins (et transféré aux colons) ; en l'occurrence les Adouma (de langue douma) à Lastoursville (province d'Ogooué-Lolo), les Mahongwé (de langue mahongwé, du groupe Kota) et les Kwele (de langue bekwel ou békwil) dans la province de l'Ogooué-Ivindo). En effet « kota », que ce soit en mahongwé ou en adouma, veut dire « attaché, empaqueté, noué ». Or les locuteurs de la langue ikota se réclament ikota, car ce mot vient de ikotaka qui veut dire selon le contexte « attaché, empaqueté, noué » et compte tenu de l'obstacle (le fleuve) qu'ils ont rencontré lors de leur migration et comme ils s'étaient regroupés sur une rive en un seul « paquet », ils ont dit : bèh'ikota, « nous sommes ikota ».[réf. nécessaire]

## Langues et peuples
Ces peuples parlent des langues bantoues, dont le kota (ou ikota) et le mahongwé.
Les peuples Kota : En 1970, Louis Perrois, indique qu'il emploie « le terme Ba-Kota pour désigner l’ensemble des tribus kota par opposition à la tribu des Kota-Kota souvent appelée Bakota ». Cet auteur regroupait alors, en tant que Kota du Nord : au Gabon, les Bakota, Mahongwe, Shake, Shamaye et Ndambomo ; au Congo, les Bakota. En tant que Kota du Sud : au Gabon, Les Obamba, Wumbu, Ndasa et Ndumu ; au Congo, les Mbede et les Ndasa. Selon cet auteur, le terme « kota » désigne, depuis l'époque des chroniques coloniales, l'ensemble des groupes Bakota du Gabon oriental. Mais cette vue d'ensemble, apparemment claire, de Louis Perrois, doit être confrontée à d'autres. Marie-Claude Dupré argumente ses critiques de Louis Perrois, reprenant quatre autres études scientifiques avec la sienne, sur le terrain, qui écartent les Obamba du groupe Kota, mais aussi les Mbédé (Mbete). Pour ces auteurs les Obamba seraient, en réalité, des Mbédé et les Mbédé ne seraient pas des Kota. Récemment, dans l'ouvrage de 2017, après les articles de L. Perrois, l'historien gabonais, Guy Claver Loubamono-Bessacque, reprend cette critique concernant les Obamba, soi-disant Kota, en situant l'origine de la confusion chez le missionnaire suédois Efraim Andersson où « ils ont été perçu par erreur comme des Bakota ». Les Obamba doivent donc être définitivement distingués du groupe Kota ; ils parlent mbede (en) et non kota. Leurs déplacements du XVIIIe au XIXe siècle trouvent leur origine à l'Est, sur la moyenne Sangha, alors que le groupe Kota vient du Nord, toujours selon Guy Claver Loubamono-Bessacque.
En 2017, Guy Claver Loubamono-Bessacque, dans son Panorama des déplacements établit une liste claire « des groupes dits bakota » : « Kota, Kwele, Mahongwe, Shamaye, Shake, Ndambomo, Wumbu et Ndasa ». L’auteur évoque alors un ancien mouvement de populations, venues d'une toute autre région, de l'ouest-nord-ouest congolais, qui était surpeuplé : ces trois groupes sont sans aucun lien avec les Bakota. Il s'agit des Kaningi, des Ndumu et des Obamba. Selon cet auteur, dans les départements actuels de la Sébé-Brikolo et Bayi-Brikolo, « l'ensemble désigné comme « kota » ne comprend que des Kota, des Ndasa, des Ndambombo, des Shake et des Shamaye, même si, selon les classifications linguistiques habituelles, c'est un groupe plus étendu. Les Obamba n'en font pas partie, de même que les Kwele ».

## Société, agriculture et artisanat

### XIXesiècle
Lors de son second voyage en Afrique, première exploration profonde du pays kota conduite par Pierre Savorgnan de Brazza, en 1879-82, Léon Guiral (1858-1885) relève que les populations kota qu'ils rencontrent vivent tout au long de l'Ogooué et de ses affluents, dans des villages dispersés mais qui se densifient alors, ce qui témoigne de leur mobilité. Il remarque aussi qu'ils pratiquent des activités de chasse, de commerce (collecte du caoutchouc sauvage et de l'ivoire), parfois de razzias ou de transferts d'esclaves. Ce même auteur signale que les Ossyéba cultivent le manioc et la banane, qui est la base de leur alimentation, le millet servant de complément. Les villages des Ossyeba y sont décrits alors comme une rue  formée de cases mitoyennes, à avant-toit soutenu par des colonnettes, cette rue étroite se fermant aux deux extrémités.
En 1885, parallèlement à la troisième expédition de Brazza (dite « Mission de l'Ouest africain »), son frère, Giacomo, et Attilio Peccile entrent dans les régions du haut Ivindo et de la haute Sangha, où ils découvrent de gros villages kota, de « plus de deux cent cases ». Ils sont bloqués, ensuite, au Nord-ouest par des populations soucieuses de défendre leurs territoires, les peuples Kota, Mahongwé (?), Kwélé et par l'hostilité irréductible des Nzem (Djem). Ils retournent alors sur leurs pas, puis bifurquent en direction du Sud-est, et découvrent les « salines de Mboko », région de production de « sel » végétal, obtenu par évaporation, et essentiel dans le commerce des Kota avant l'arrivée des Blancs. Leurs observations témoignent du pays et de la vie des Kota d'antan.

### XXesiècle
Considérés comme de très bons chasseurs et très habiles dans la poterie, ils excellent aussi dans le travail du fer (il existait des clans de forgerons) par exemple pour la fabrication des armes utilisées lors des guerres interclaniques.
Organisés en clans, patrilinéaires et exogames, les Kotas se répartissent dans des villages de faible étendue, au sein desquels, seuls les chefs de clans exercent une certaine autorité.
En 1979, les ethnographes Alain et Françoise Chaffin décrivaient ces villages comme « regroupés le long des pistes, ordonnés en longues rangées de cases d'aspect identique, [et anciennement bâtis] en matériaux traditionnels, dont l'écorce et la boue séchée, remplacés [dans les années 1970] par les planches et la tôle ondulée ».

### XXIesiècle
S'il faut en croire l'Atlas des peuples d'Afrique (édition de 2004), « les Kota vivent dans la forêt équatoriale. Ils pratiquent une agriculture de subsistance sur brûlis, la chasse, la pêche et la cueillette ». Mais, comme la plupart des gabonais d'aujourd'hui, ils vivent majoritairement dans les villes.

## Histoire des migrations et des échanges

### Migrations
Les groupes Kota (Bakota), arrivés à l'occasion des migrations bantoues, sont installés au Gabon avant le XVIIIe siècle. Selon l'historien Guy Claver Loubamono-Bessacque, à une époque difficile à déterminer, arrivèrent donc, au Gabon, les groupes dits bakota : Kota (Kota-Kota), Kwele, Mahongwe, Shamaye, Shake, Ndambomo, Wumbu et Ndasa. Depuis le Sud-est du Cameroun, en suivant la vallée de l'Ivindo et ses affluents de gauche. De manière approximative, on peut dire qu'ensuite ils se dispersèrent, surtout les Kota, mais sauf les Mahongwe et Kwele qui restèrent dans la région Ogooué-Ivindo. Le plus souvent, les Shamaye et Shake se fixèrent dans l'Ogooué-Ivindo, certains descendant jusqu'à Okondja. Quant aux Ndasa et Wumbu, ce sont ceux qui descendirent le plus au Sud. Une partie des Ndasa, jusqu'à Okondja tandis que d'autres jusqu'à Lastourville, et encore jusqu'à Franceville ; les Wumbu, jusqu'à Moanda, Franceville et Boumango.
Louis Perrois donne de ces migrations une autre image puisqu'il tient à assimiler les Obamba et Mbede aux groupes Kota. L'ensemble des groupes Bakota du Gabon oriental, aujourd'hui établi dans la région de Makokou, constituait plusieurs communautés dont certaines ont essaimé, à la fin du XVIIIe siècle, jusqu'à Booué et jusqu'à Lambaréné. D'autres communautés Bakota, sont descendues vers le Sud, au-delà de Lastoursville. Ce courant migratoire, qui a généré les groupes Bakota actuels, est originaire du sud du Cameroun. Cette migration Nord-Sud a aussi généré plusieurs autres groupes Kota, les Mahongwe, les Shamaye et les Kande ; ils ont constitué les groupes Kota du Nord. Sur cet axe Nord-Sud, d'autres Kota ont poursuivi jusqu'à la frontière actuelle du Congo, c'est le groupe Wumbu, et au-delà, le groupe Ndasa. Enfin, toujours selon L. Perrois, un autre courant migratoire, parti plus à l'Est, a constitué les groupes Obamba et Mbede.

### Échanges culturels et commerciaux
Tous ces groupes se sont, manifestement, déplacés vers l'Est, à la fin du XIXe siècle. Ils ont rencontré de nombreux autres groupes avec lesquels se sont opérés des échanges ou des emprunts. Car les groupes Kota ne constituent qu'un ensemble habitant cette région, et de nombreux groupes, pratiquant le culte des ancêtres comme ils le pratiquent, ne leur étaient nullement apparentés tout en ayant des pratiques souvent similaires sur certains points voire sur certains traits de style artistique . C'est le cas des Punu, Sangu qui ont échangé avec les Kota, Shamaye, ou, pour des groupes ayant aussi des figures de reliquaire, les Mbete avec les Obamba. Vers l'Est sont apparus des masques composites, entre les styles des Kota et ceux des Fang Kwele. Dans le même mouvement, des échanges se sont produits entre les groupes Kota, comme entre Kota, Shake et Kota, Mahongwe ou, par ailleurs, entre Obamba et Kota, Ndasa.
Au XIXe siècle, pour les Kota au moins, l'approvisionnement en cuivre et en laiton fut, pour l'essentiel, d'origine européenne. D'après certaines traditions orales, les peuples kota auraient eu accès, auparavant, à du cuivre local, par exemple les mines traditionnelles de la vallée du Niari au Congo. Le cuivre aurait fait l'objet d'un commerce à travers toute l'Afrique équatoriale atlantique, sous forme de barres forgées ou de lingots arqués. Puis, du XVe au XVIIe siècle, des débris de métal furent récupérés sur les bateaux naufragés. Ce n'est qu'au XIXe siècle que qu'il fut importé massivement sous forme de plats de cuivre ou de laiton par les courtiers européens qui s'en servaient comme monnaie.

### Actions violentes lors de la traite
L'ethnologue Georges Dupré montre qu'avec l'arrivée des commerçants occidentaux qui favorisent certains groupes à leur détriment, les Kota vont tout faire pour détruire ce système. Ils se déplacent rapidement sur de longues distances, atteignent la basse Louessé (rivière) et le Niari (département) vers 1900. Ces groupes mobiles restent démographiquement limités. Ils se placent, alors, sur les voies de communication où circulent les marchandises de la traite, attaquent les porteurs et terrorisent les commerçants. Leurs migrations ont donc été motivées par ces marchandises. Leur comportement est violemment contestataire du système de la traite dans lequel ils sont alors dominés, avec l'arrivée massive de cuivre de traite. Cette situation est à l'opposé de celle des Nzebi, qui extraient et produisent du fer (gisement de Lékoumou) et dont les déplacements sont pacifiques, hormis lorsqu'il y a rivalité avec d'autres producteurs, les Massango, qui, eux, sont chasseurs et défendent leur territoire de chasse.

## Culture

### Pratiques culturelles et arts
Les Kota et les Obamba, mais aussi les Sangu, avaient coutume de conserver, dans une case-sanctuaire, et à l'intérieur d'un panier, les ossements des fondateurs du clan (rite du Bwiti ou Bwété). Ce panier était, alors, surmonté d'une figure [de bois] à placage de cuivre, ayant des traits humains très stylisés, et même souvent géométrisés. L'usage de la boîte ou du panier à ossements était très répandu au Gabon, chez les Mbete (Mbede) mais avec des statues à la place des figures stylisées. Chez les Fang, il prend le nom de Byeri , tout comme chez les Mitsogho et Mashango, avec la dénomination de bumba. On trouve aussi cet usage chez les Punu.
L'art Kota tient sa célébrité à ses figures d'ancêtres, gardiens de reliquaire, souvent reproduits, dont un ensemble avec reliquaires en fibres végétales des Ndumu a été révélé aux lecteurs de l'hebdomadaire Le Tour du monde dès 1888, par Savorgnan de Brazza lors de son voyage dans l'Ouest africain. Mais l'art Kota ne se limite pas à ces seules figures d'ancêtres. Un collaborateur de Pierre de Brazza évoque assez précisément cette diversité en deux catégories, les « fétiches personnels » et les « idoles et les Mbouéti [qui] appartiennent ordinairement au village » ; les masques étant réservés aux cérémonies, que les villageois évitaient d'organiser en présence des Blancs.
Le catalogue de l'exposition Les forêts natales : Arts d'Afrique équatoriale atlantique, en 2018, aborde l'étude de plusieurs types d'objets : les célèbres figures d'ancêtres (plaquées de cuivre) mais aussi les statues d'ancêtres (en bois), toutes en tant que gardiens de reliquaire des Kota, ainsi que leurs statuettes-reliquaires ou les couvercles de reliquaires, mais encore les masques-heaumes des Kota, les masques-heaumes emboli des Bakota et les masques des Kota, Mahongwe. Le plus connu d'entre ces très rares masques, celui de la collection Barbier-Mueller, a souvent été évoqué dans la littérature sur Picasso, bien que Picasso n'ait pu voir ce masque en 1907, lorsqu'il peignait les Demoiselles d'Avignon, entre autres. Cet exemplaire exceptionnel n'a été récolté que dix ans après.

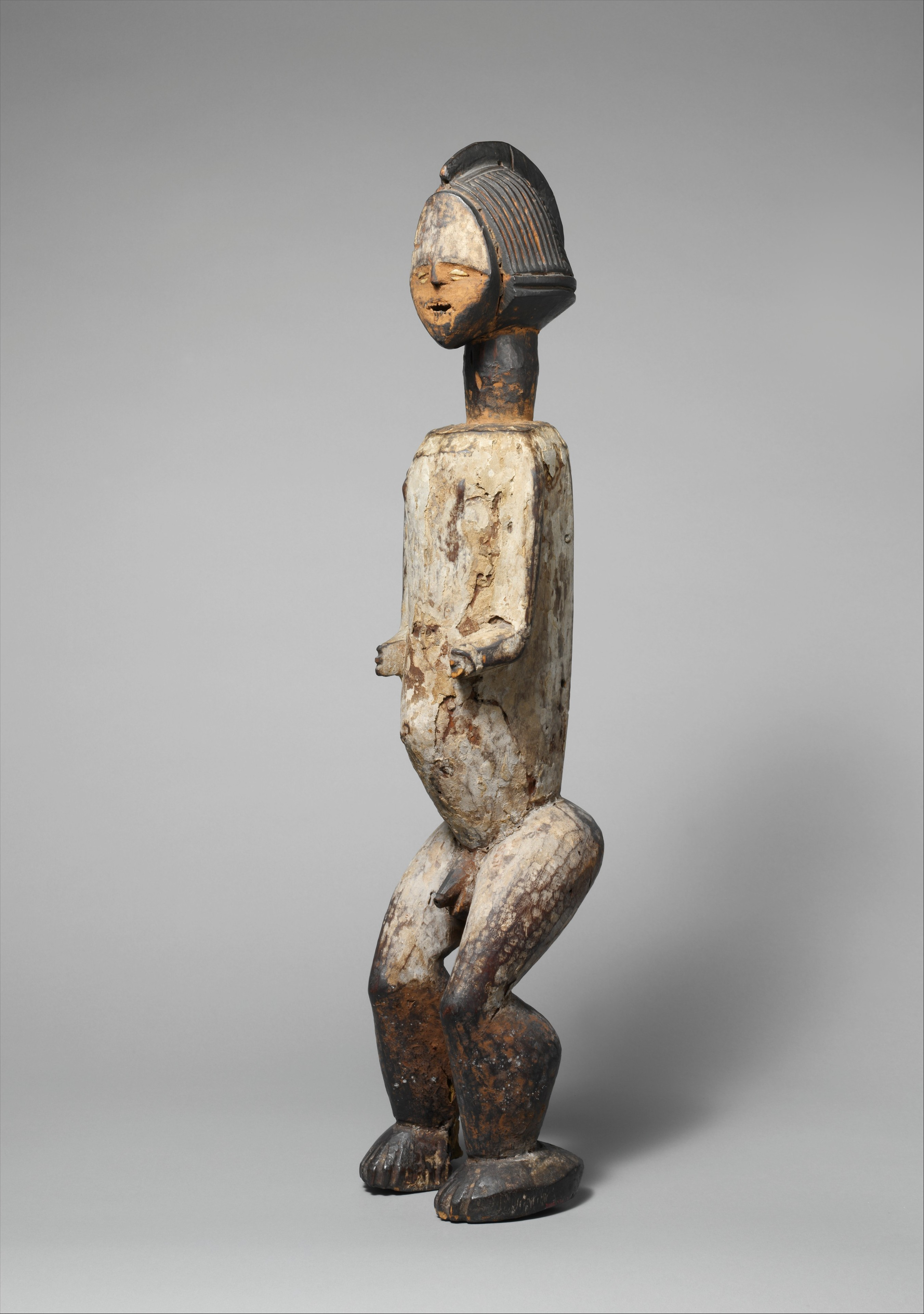
Statuette-reliquaire. Mbete. Bois, pigment, métal et cauries, H. 32,5 cm
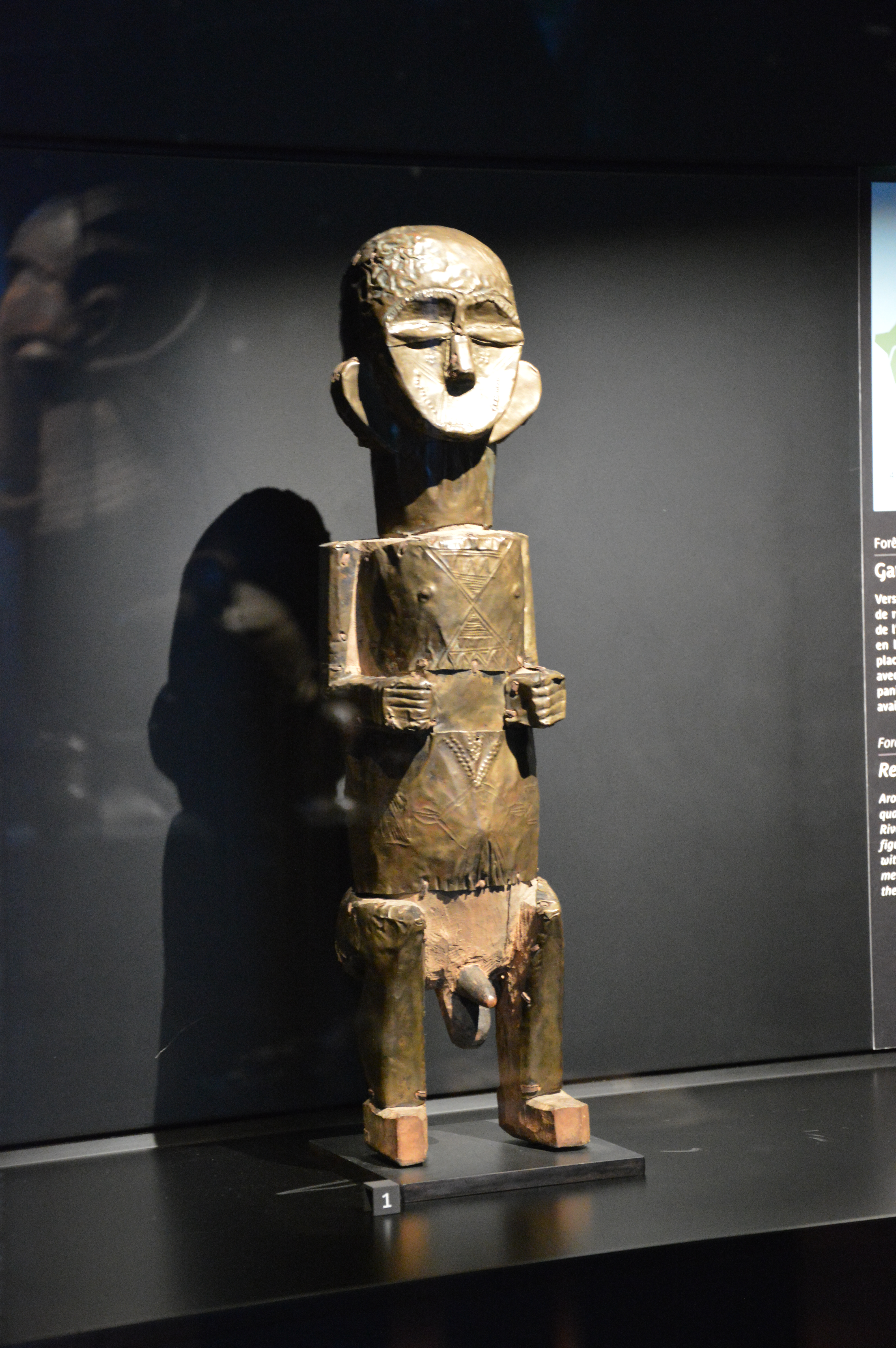
Statue d'ancêtres, gardiens de reliquaire. Mbete. Fin XIXe - début XXe siècle. Personnage masculin d'un couple, 44 × 12 × 13 cm. Bois, cuivre
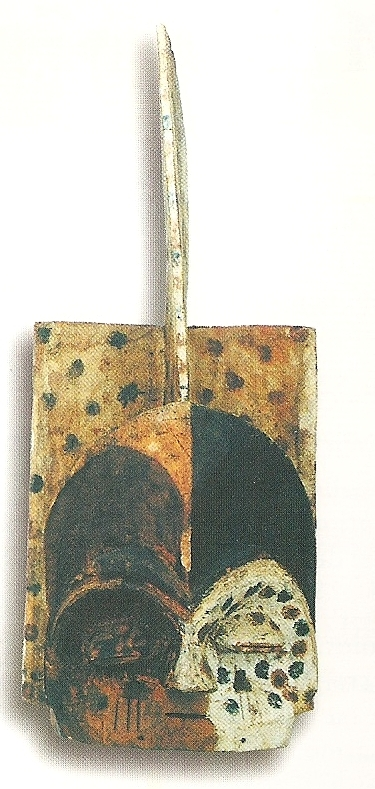
Masque biface emboli. Kota ou Kota-Kwele
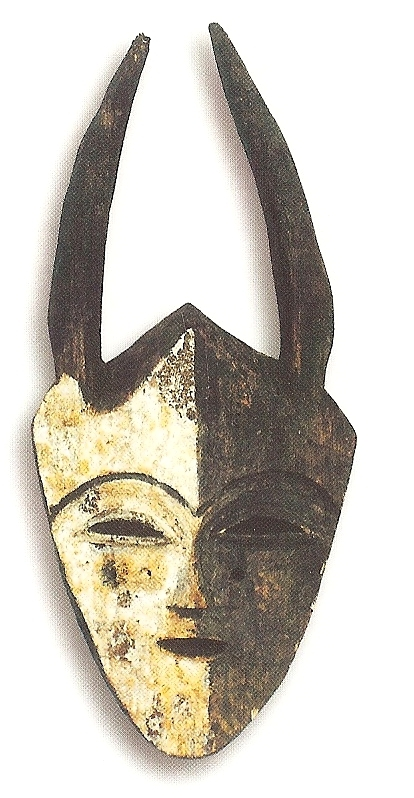
Masque imbimba. Kota et Kwele, région de Mékambo. Est de la République gabonaise
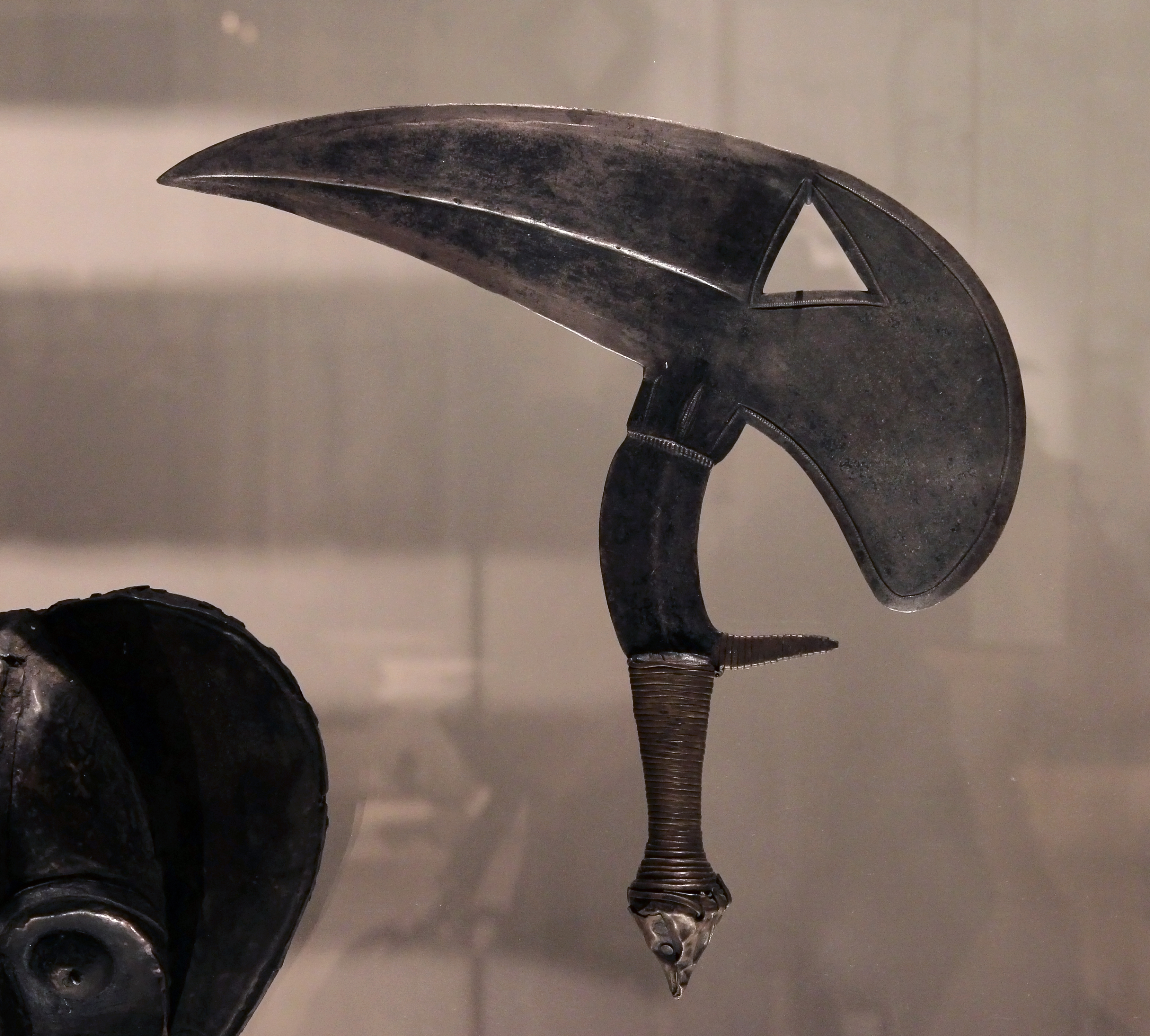
Couteau de jet pour la chasse aux antilopes, musele. Fer, laiton et cuivre, Kota, XIXe - début XXe siècle
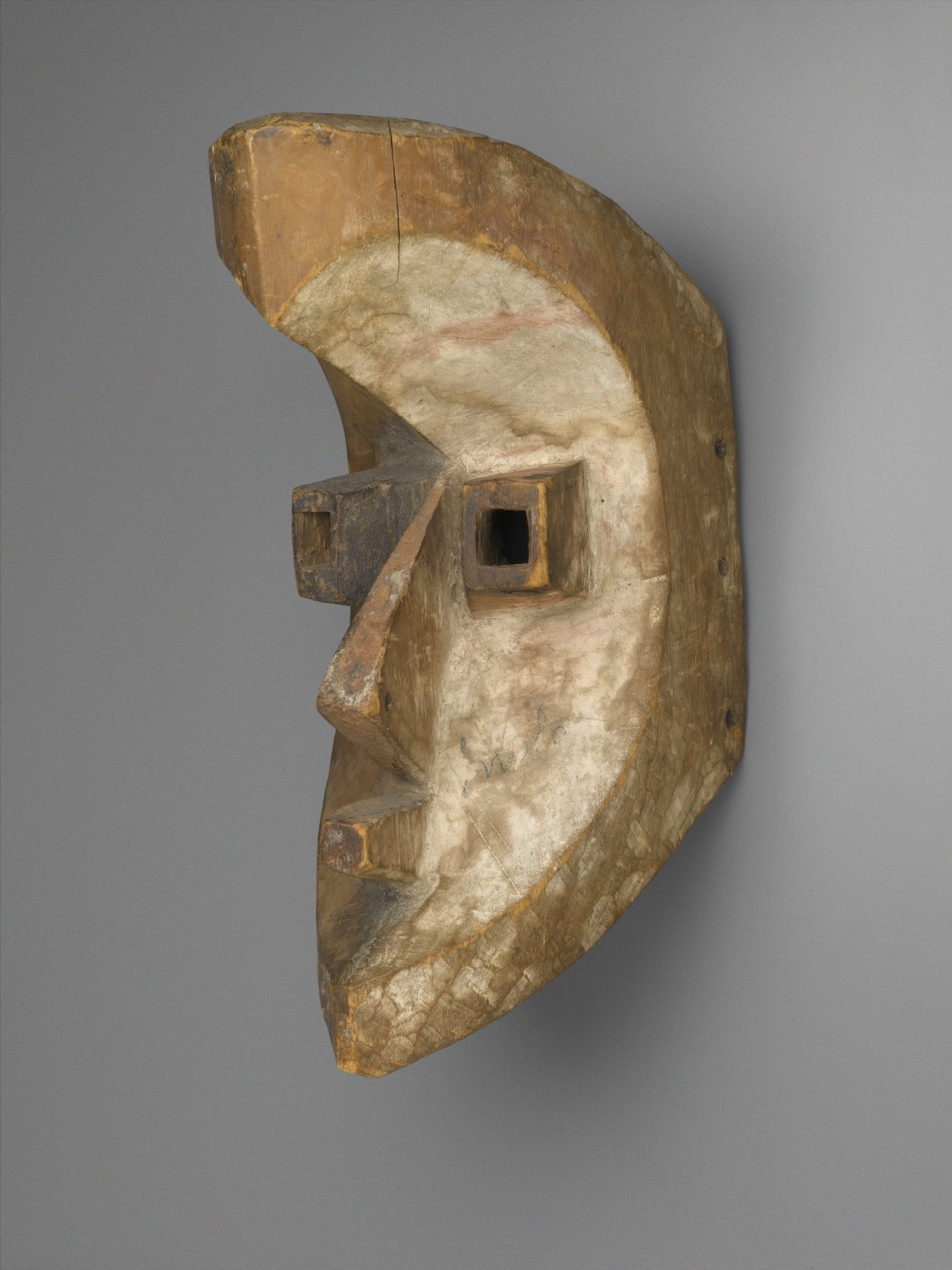
Masque. Kota, Mahongwe. Région d'Etoumbi. République du Congo. XIXe - début XXe siècle. Bois, pigment. H. 35,6 cm
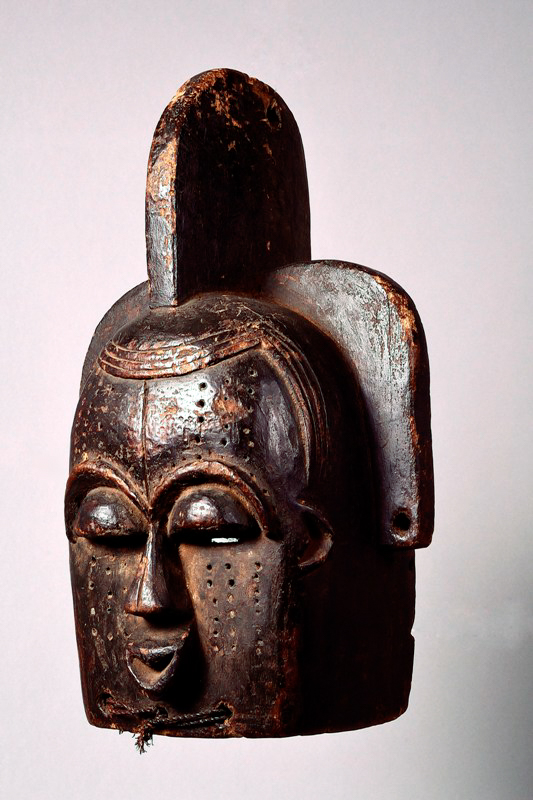
Masque heaume emboli. Bois, 41 cm. République du Congo, XXe siècle

Le culte des ancêtres des communautés kota rappelle celui des Obamba, et celui des Fang (le culte du byeri, le rite de passage bwete), du Nord-Gabon, du Sud-Cameroun et du Rio Muni. Les figures de gardien de reliquaire surmontent le panier qui contient certains des ossements des ancêtres, reliques prélevées post-mortem sur les membres importants des lignages. Ces paniers n'ont jamais pu être obtenu de la part des populations, autrement qu'arrachées en tant que prises de guerre. D'autre part, les missionnaires ont œuvré sans relâche pour extirper les cultes des reliques des Kota et des Fang, en brûlant beaucoup d'objets. À partir des années 1920, cette tradition du byeri, commune aux deux populations, s'était éteinte.
Cette forme de reliquaire était à la fois figure de protection et gardien de la prospérité de la communauté. Elle était également associée à certains rites propitiatoires et aux cérémonies d'initiation masculines. L'ethnologue Louis Perrois précise ainsi leur présence au sein de la culture des Kota : « La figure de reliquaire mbulu-ngulu était une icône, le repère visuel d’un monde où les ancêtres continuent à veiller sur leurs descendants. C’était, en pays Kota, un « outil » essentiel pour la survie des groupes, permettant une communication récurrente entre les vivants et les morts. ». Et il exprime aussi la nécessité symbolique, pour ce peuple, d'utiliser le cuivre, matière rare, donc marque de richesse. En ce qui concerne le choix des motifs qui constituent les reliquaires, la plupart des motifs décoratifs étant des signes liés au système d’organisation familiale ou aux croyances religieuses ».
- Populations voisines, pas nécessairement Kota, qui n'ont cessé d'échanger, tout en se déplaçant, au moins aux XIXe et XXe siècles

Populations voisines, pas nécessairement Kota, qui n'ont cessé d'échanger, tout en se déplaçant, au moins aux s
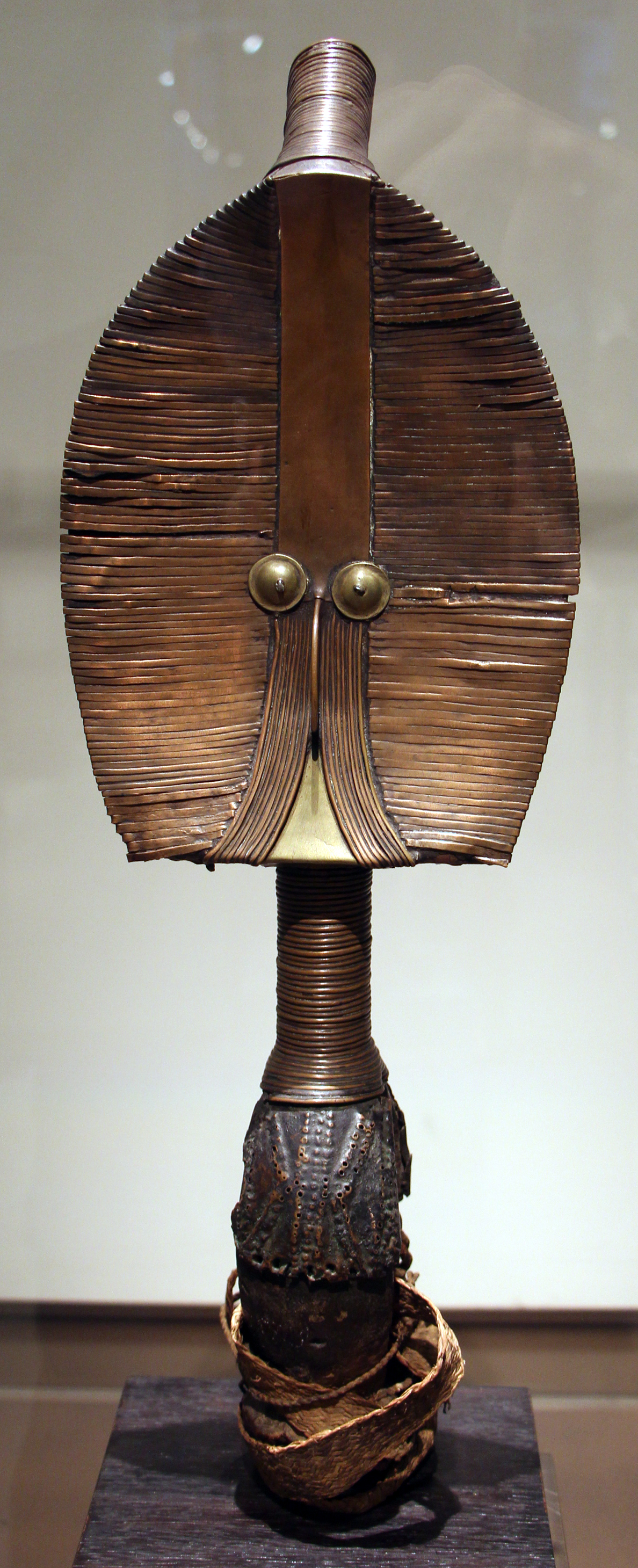
Figure d'ancêtre, gardien de reliquaire. Kota, Mahongwe. Région de l'Ivindo. République gabonaise, 17e siècle[45]. Bois, laiton, cuivre, fibres végétales. 52 × 17 × 95 cm. [style foliacé]
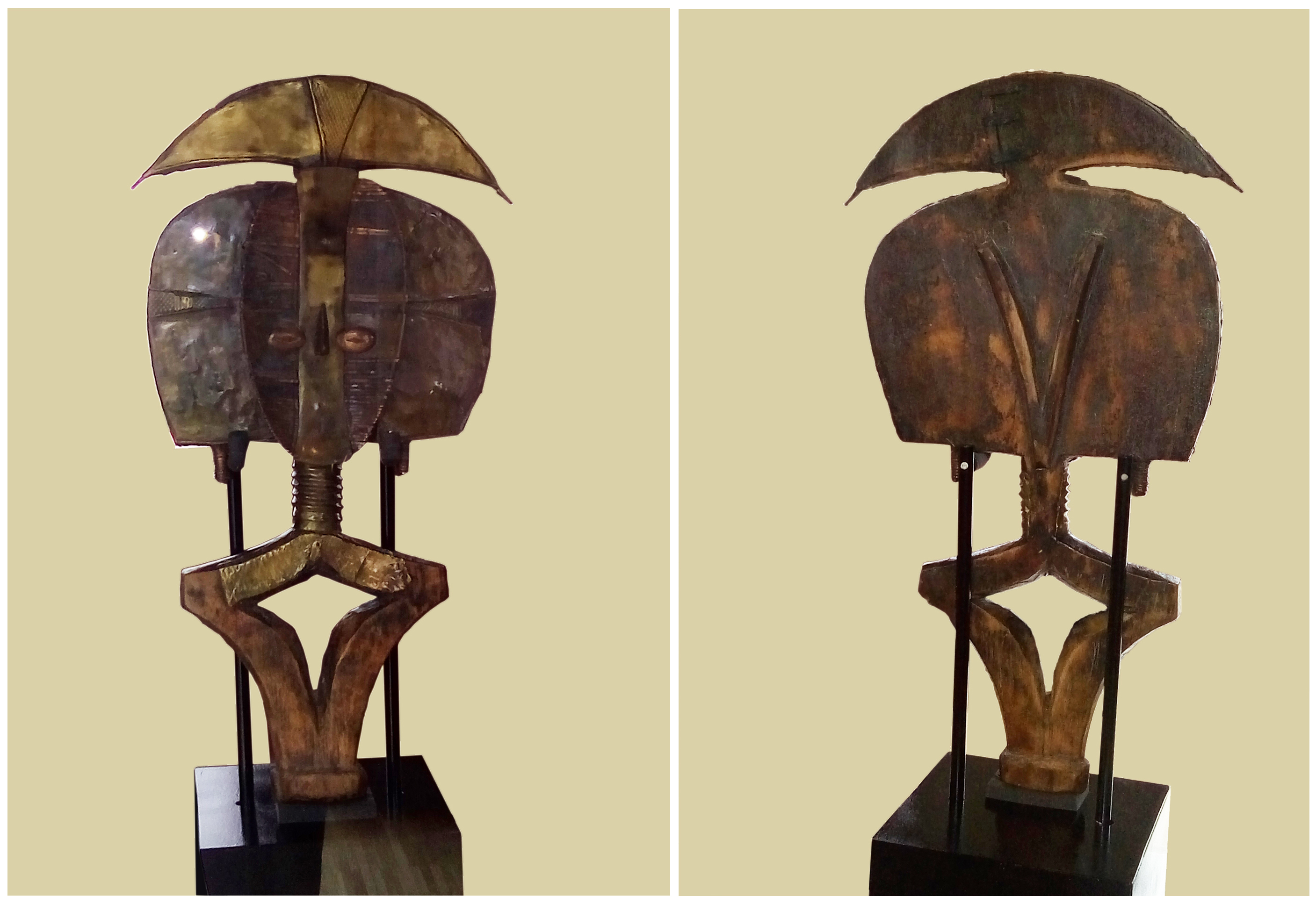
Figure d'ancêtre, gardien de reliquaire.  République gabonaise. Bois, laiton repoussé, lamelles de cuivre, clous de fer, avant fin XIXe siècle. [style à plaque et à lamelles]
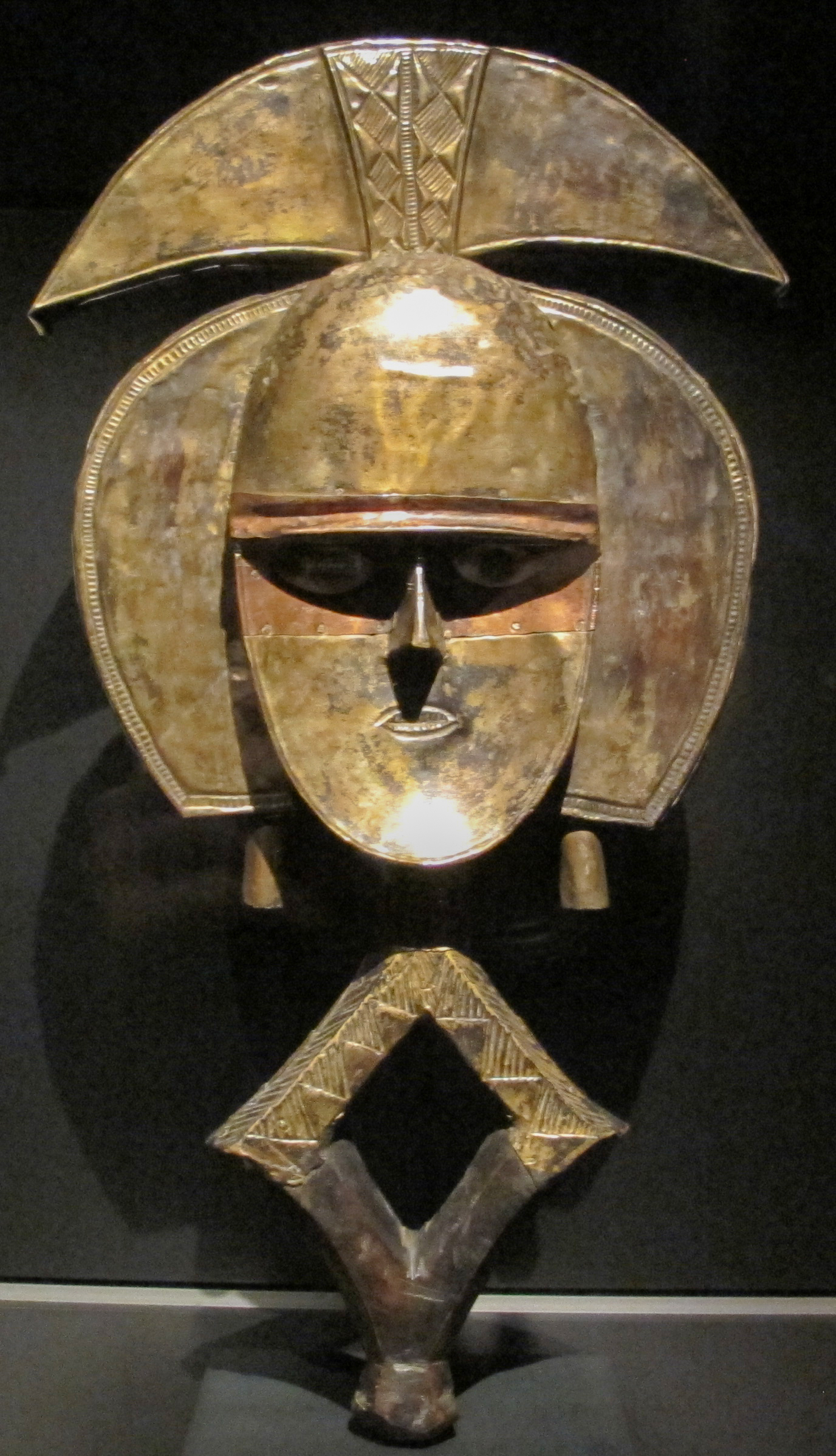
Figure d'ancêtre, gardien de reliquaire janus. République gabonaise, Obamba du Sud. 19e siècle. Bois, cuivre, fer, laiton. H. 72,5 cm. [style à plaque]
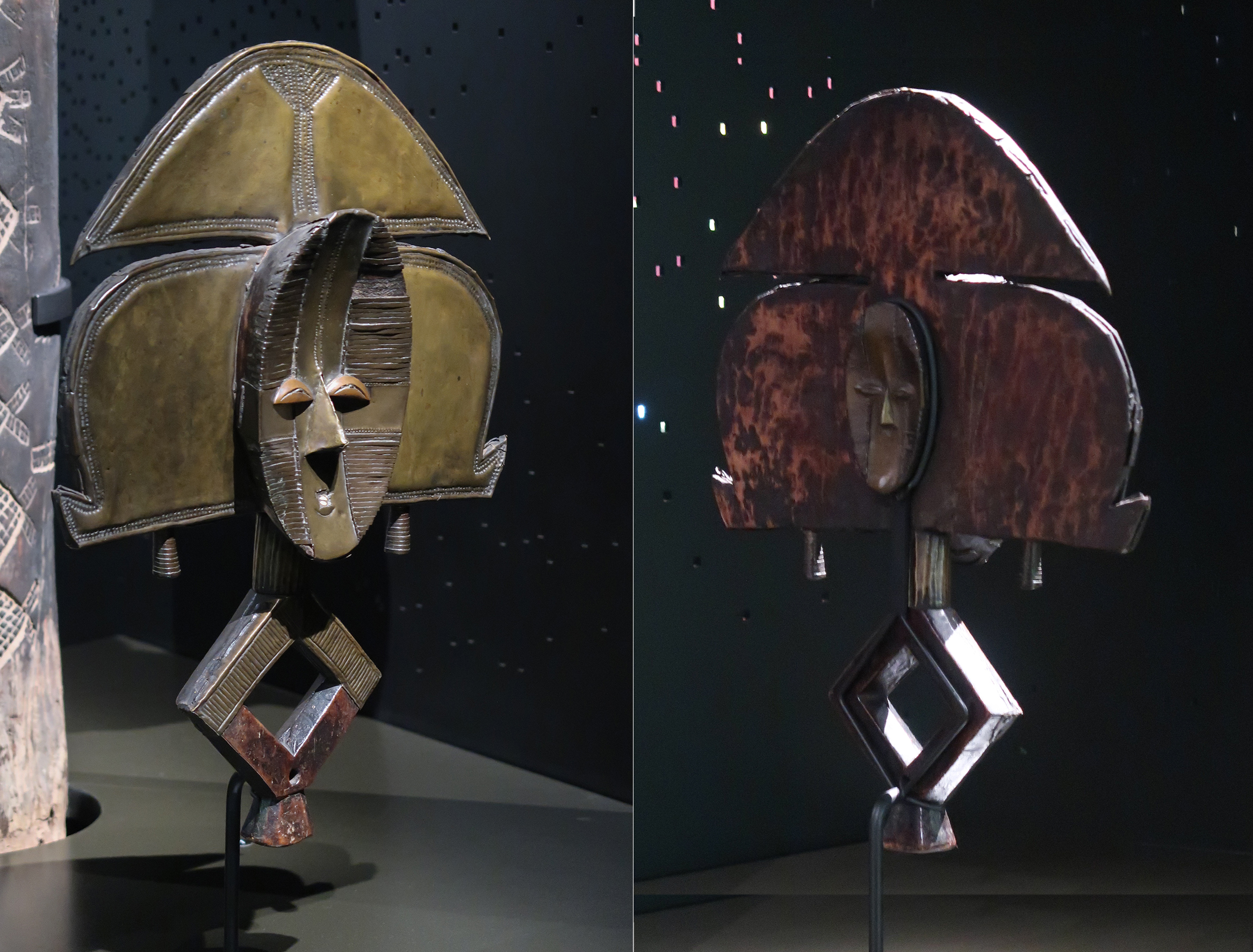
Figure d'ancêtre gardien de reliquaire, janus. Kota, Ndasa. Fin XIXe - début XXe siècle. Bois, alliage cuivreux, cauris. [style à plaque et à lamelles]
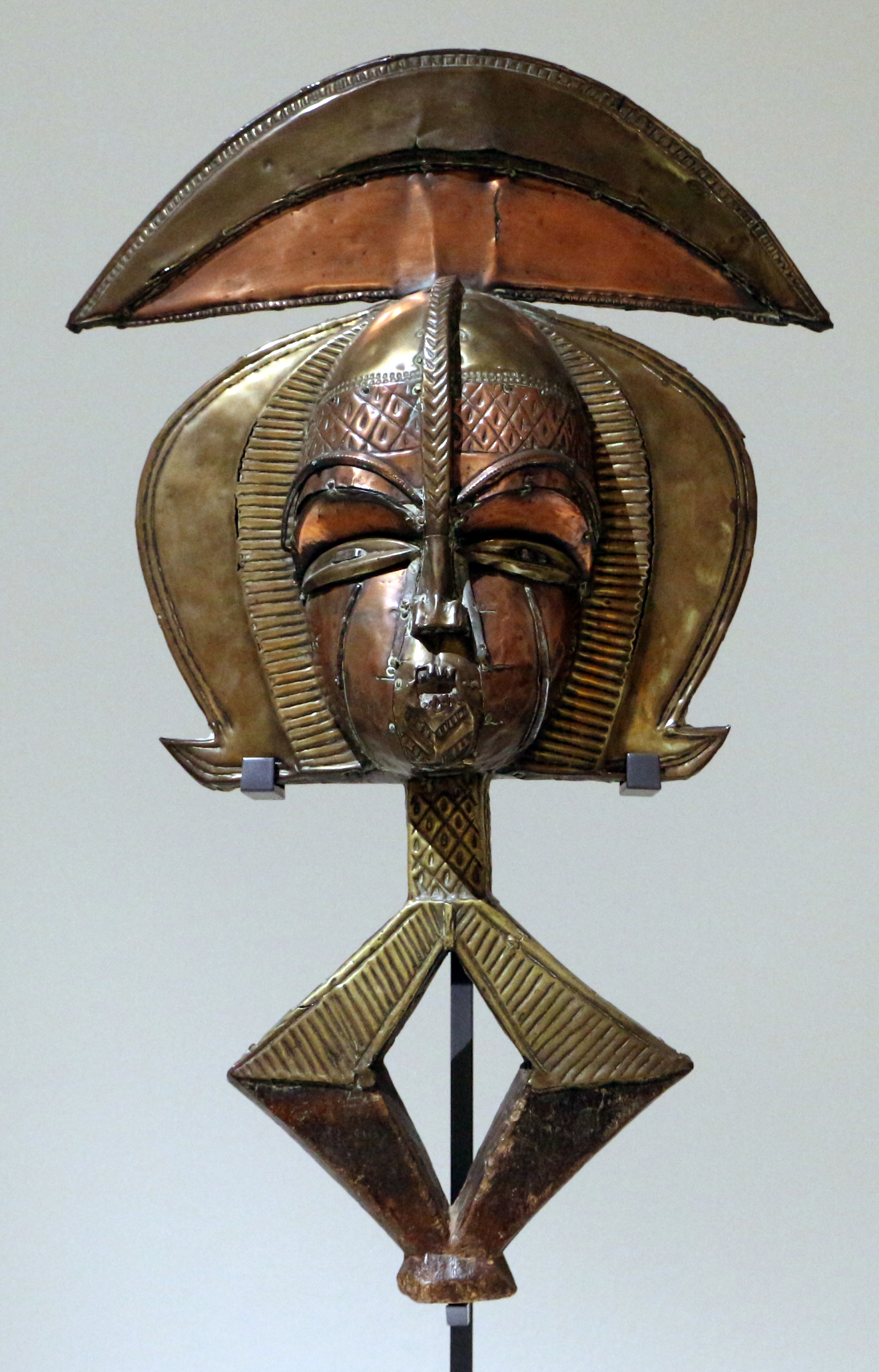
Figure d'ancêtre, gardien de reliquaire. Kota, Ndasa. République gabonaise, République du Congo, XIXe - début XXe siècle. Bois, cuivre, fer, laiton ; 56 × 34 × 12 cm. [Ndasa (Sibiti au Congo)]
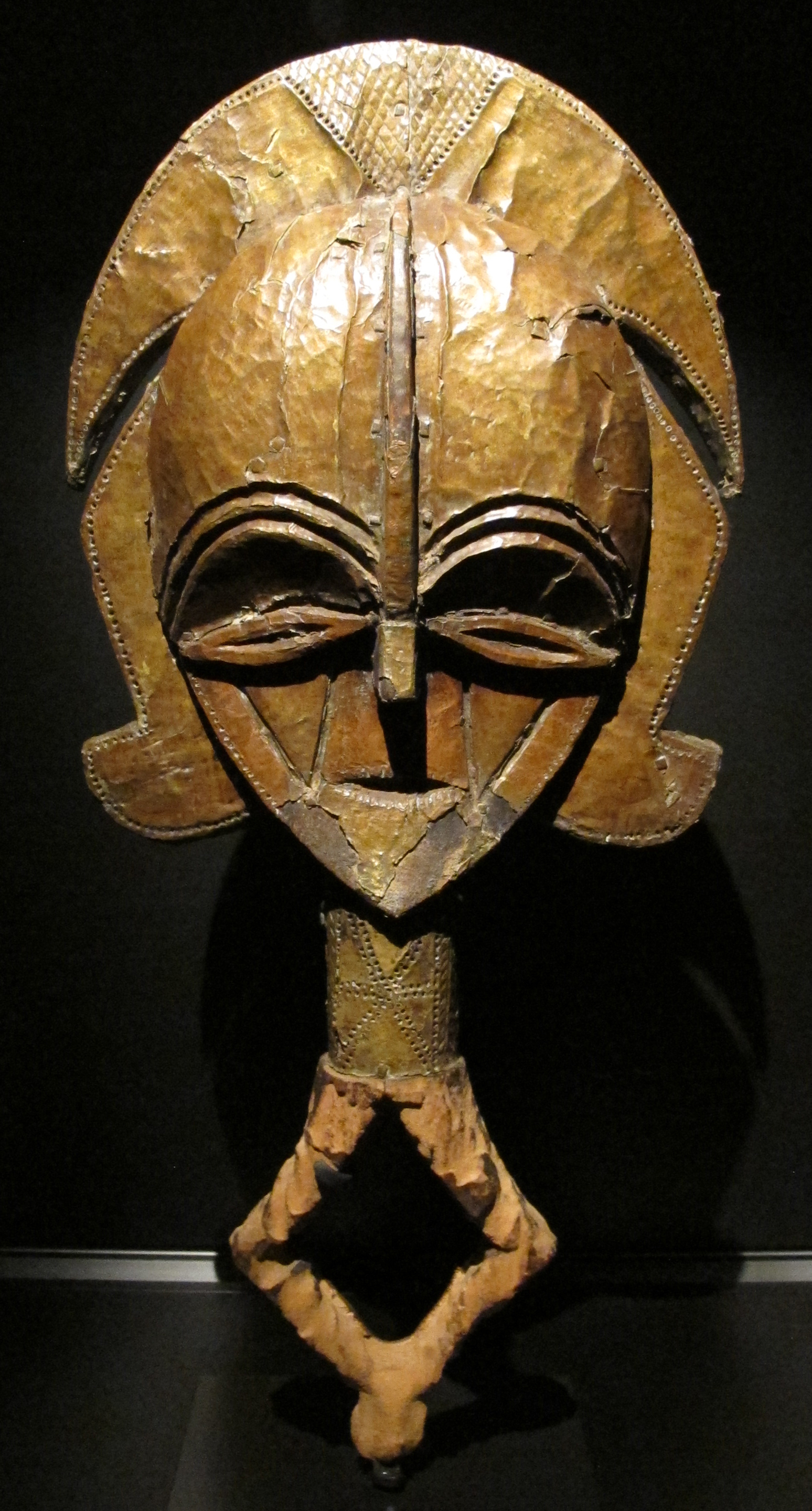
Figure d'ancêtre, gardien de reliquaire. Kota. 19e s. Bois , cuivre, laiton. H. 50 cm. République gabonaise, [Kota du Sud, à visage en cœur]
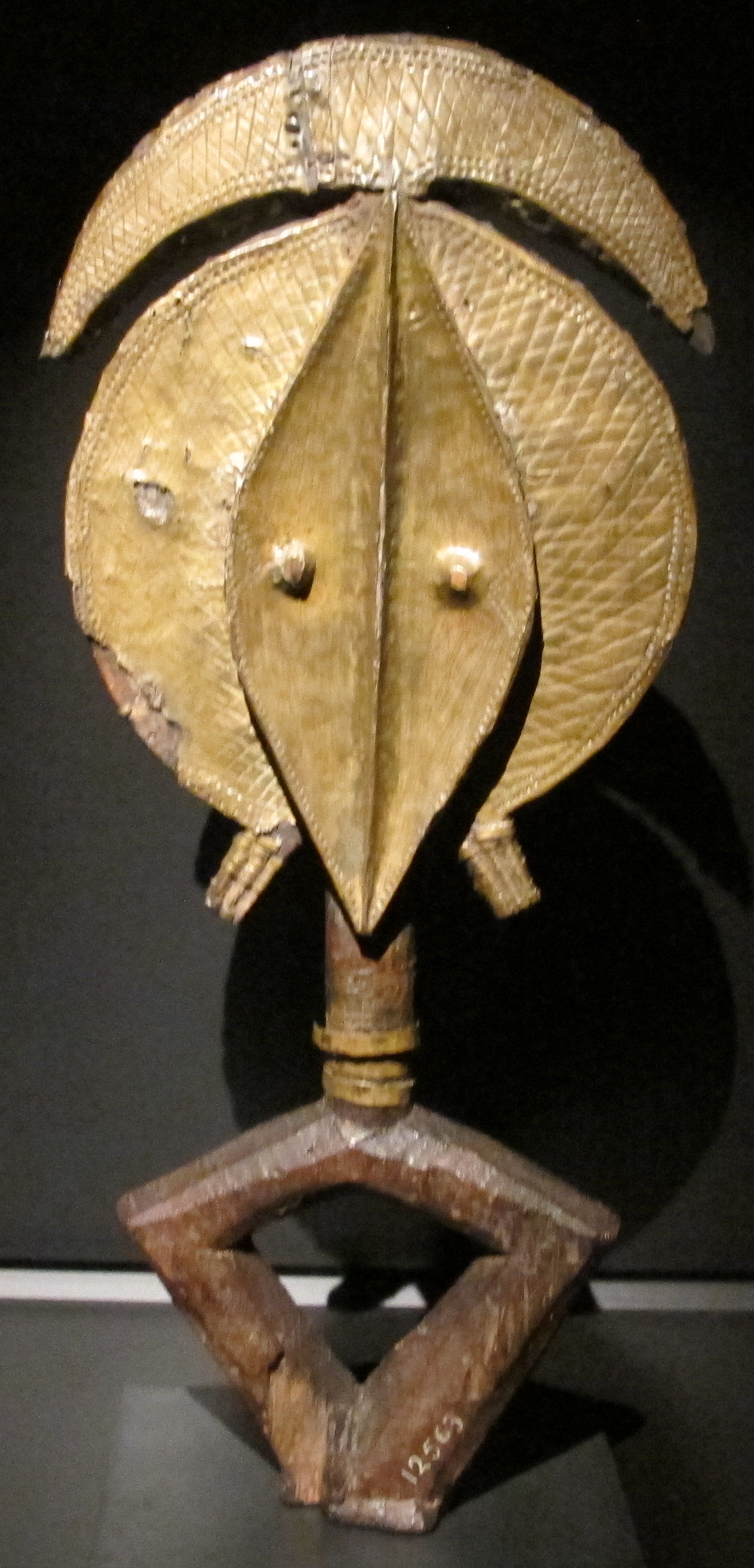
Figure d'ancêtre, gardien de reliquaire. Kota, Ndumu. Bois, laiton jaune au plomb, fer. H. 45,5 cm. Haut-Ogooué, déb. 18e - prem. tiers 19e s. Collecté : mission Pierre Savorgnan de Brazza
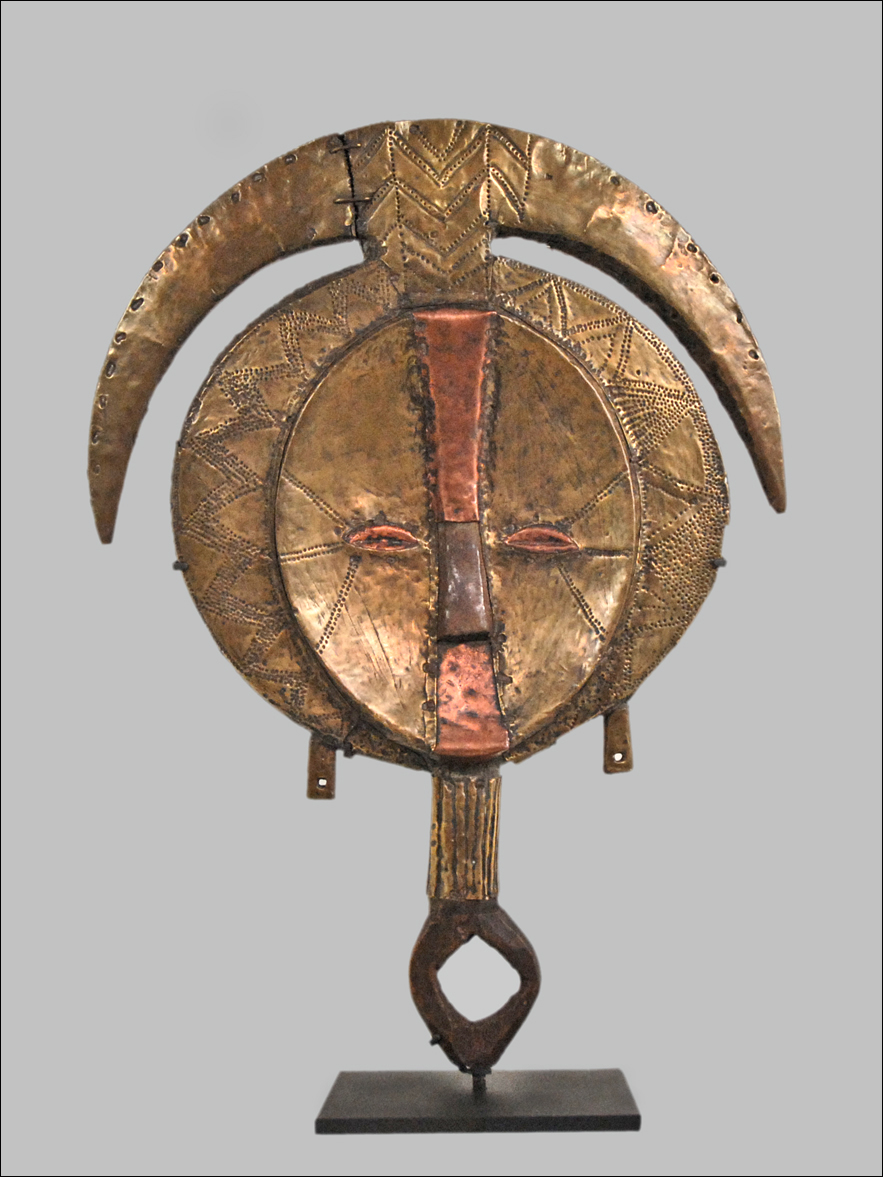
Figure d'ancêtre, gardien de reliquaire. Obamba, région d'Okondja, Nord-est. République gabonaise, XIXe - début XXe siècle. Bois, cuivre, fer, laiton ; 60 × 44 cm

Les figures d'ancêtres, gardiens de reliquaire dits « Kota » présentent 15 styles différents selon l'étude de Louis Perrois, desquels on peut dégager plusieurs grands styles. 
- Les figures foliacées, qui proviennent des Mahongwe de la région de Mékambo au Gabon et Kéllé au Congo. L'une d'entre elles date (datation par le carbone 14) du XVIIe siècle.

Les Shamaye de la rivière Mouniandjê (ou Mouniangui) et les Shake de l'Ivindo en ont élaboré un style légèrement différent.
- Dans la région de la Sébé, plusieurs variantes, toujours selon l'étude Louis Perrois précitée :

Les figures à lamelles et plaquettes de cuivre des Obamba (qui ont fusionné plusieurs styles au cours de leurs déplacements au XIXe siècle
- Le style kota le plus « classique », à plaques de cuivre seules et coques latérales étroites. Au Sud, ovales à lamelles horizontales, mais avec une coiffe à coques latérales amples [...]. Ce style correspondrait aux figures rassemblées par Brazza et ses compagnons dans les années 1880 entre les rapides de la Doumè et Masuku-Franceville. Ces objets sont Obamba du Sud, mais peut-être aussi Ndumu-Ondumbo, voire Nzebi.
- Au Moyen-Congo, région de Zanaga et Sibiti, visage ovoïde dans une sorte d'auréole striée. Front proéminent. Coiffure sans cimier à deux coques latérales qui s'enroulent en spirale [...]. Ces objets seraient ndasa et wumbu.
- Également ndasa (Sibiti au Congo) : visage convexe, joues pleines, épaisses scarifications obliques, bouche ouverte aux dents acérées [...]
Les figures dites « à tête de mort » des meilleurs artistes Obamba de la vallée de la Sébé (affluent de l'Ogooué) : « facture toute en rondeur et fortement expressive »
- Figures de reliquaire des Kota du Sud. Front bombé surmontant une face « en cœur ». Obamba ou Wumbu.

Cette sélection est, bien sûr, très partielle au regard du foisonnement des formes et de la diversité des objets.

### Art des Kota et art moderne
Les premiers occidentaux à être revenus des pays kota firent dons de ce qui pouvait en témoigner et qui fut présenté au public parisien de la fin du XIXe siècle, sous forme de panoplies assemblant des figures d'ancêtres, gardiens de reliquaires et des armes. Le musée d'ethnologie de Berlin fit de même avec la collection d'Oskar Lenz, et la collection fut augmentée par les dons de J.F.G. Umlauf et de Karl Einstein, en 1926. Le galerie Paul Guillaume s'intéressa, lui aussi, aux reliquaires kota à Paris. Dans le même temps, à New York, Edward Steichen, organisa en 1914 une exposition consacrée à ce que Félix Fénéon appelait alors, en France, les « arts lointains », considérés selon Steichen comme étant les « racines de l'art moderne »  : on y voyait, par exemple, une majestueuse figure d'ancêtre à front bombé jouxtant une peinture de Picasso cubiste. 
Cependant, le style de l'art dit « Kota » aurait pu intéresser Picasso dès 1907, s'il l'avait rencontré, mais il n'a pas eu sous les yeux le masque Mahongwé, de la collection des musées Barbier-Mueller qui est évoqué ci-dessus. Il a, en effet, peint plusieurs tableaux et réalisé de nombreuses études dessinées et peintes qui ont amené à trois toiles de 1907, depuis la demoiselle accroupie des Demoiselles d'Avignon, le Nu à la draperie et jusqu'aux figures de la Danseuse, à l'automne 1907. Cet ensemble témoigne des recherches sur la figuration humaine qu'effectuent plusieurs artistes à Paris après 1905, où la confrontation avec la sculpture africaine rencontrée au Musée d'ethnographie du Trocadéro et les quelques tout premiers objets visibles dans les collections privées et chez les marchands ont pu, au moins, les conforter dans leur démarche artistique.
Aux expositions de 1930, galerie Pigalle, puis au Museum of Modern Art de New York en 1935, de nombreuses figures de reliquaires kota furent présentées pour la première fois en tant qu'œuvres d'art.